# Віктор Длугош
Віктор Длугош (пол. Wiktor Długosz, нар. 1 липня 2000, Кельці, Польща) — польський футболіст, вінгер клубу «Ракув».
На правах оренди грає в клубі «Рух» (Хожув).

## Ігрова кар'єра

### Клубна
Віктор Длугош народився у місті Кельці і займатися футболом почав в молодіжній команді місцевого клубу «Корона». В останньому турі сезону 2017/18 Длугош дебютував у першій команді у матчі Екстракласа. Наступну гру в основі футболіст чекав майже два роки. А за цей час він набирався ігрової практики у клубі Другого дивізіону «Варта» з Познані.
У лютому 2021 року Длугош перейшов до клубу Екстракласа «Ракув» (Ченстохова). З яким в подальшому виграв всі національні турніри. Перед сезоном 2023/24 футболіст відправився в оренду у стан новачка Екстракласи «Рух» з міста Хожув.

### Збірна
З 2021 по 2022 роки Віктор Длугош провів три матчі у складі молодіжної збірної Польщі.

## Титули
Ракув
 Чемпіон Польщі: 2022/23
 Переможець Кубка Польщі (2): 2020/21, 2021/22
 Переможець Суперкубка Польщі: 2022